# Eduardo Ocón y Rivas
Eduardo Ocón y Rivas (Benamocarra, Província de Màlaga, 12 de gener de 1834 – Màlaga, 28 de febrer de 1901) fou un compositor espanyol.
Estudià en la seva vila natal solfeig, contrapunt i fuga amb Mariano Reig, mestre de capella de la catedral, ensems cursava piano amb l'organista Murguia, nebot del cèlebre músic del mateix nom. Als divuit anys aconseguí mitjançant oposició la plaça de segon organista de la catedral de malaguenya, càrrec que havia desenvolupat el seu professor, l'anomenat Munguia. El 1867 passà a París, conservatori en el qual fou oient de Peter Benoit, en la classe d'orgue, i ingressà, en la de contrapunt i fuga, dirigida per Ambroise Thomas. Pocs mesos després guanyava per oposició una de les places de professor de cant de les escoles comunals de París.
Durant la seva estada a l'estranger es relacionà amb els músics més eminents de l'època, com Auber, Gounod, etc., l'últim dels quals s'interessà perquè una Missa d'Ocón i Rivas s'executés en l'església parisenca de Sant Eustaqui, obra que va assolir molt d'èxit. Després d'un viatge a Brussel·les, fet expressament per conèixer l'eminent historiador i musicògraf Fétis, retornant a Màlaga, on ocupà la vacant d'Antonio José Cappa en la direcció de la Societat Philarmonica acabada de fundar (1870), i que Ocón y Rivas transformà en un verdader conservatori.
Des de 1879 fou individu corresponent de la Reial Acadèmia de Belles Arts de San Fernando, i el 1884 recobrà la seva plaça de segon organista de la catedral de Màlaga: posteriorment fou director del Conservatori de Maria Cristina d'aquella ciutat.
Malgrat la seva gran erudició musical, Ocón y Rivas fou un rar exemple de modèstia. Les seves millors obres són les de caràcter religiós,
| « | al costat de les quals, com diu un biògraf seu, ni poden figurar molt poques, antigues i modernes dels mestres espanyols, amb esser tantes les meravelles que aquests han produït en aquest gènera. | » |

## Obres
Composicions principals d'Ocón i Rivas:
- Himno al Corazón de Jesús, Himno á San José, Tota pulchra, paràfrasi sobre la qual el pintor sevillà Luis de Vargas (1561) deixà pintada en dues de les taules del retaule de la capella de la Gamba en la catedral de Sevilla;
- Bone Pastor, a quatre veus i orquestra,
- Motete a la Virgen, a quatre veus i orquestra.
- Salves,
- Responsorio á la Concepción,
- Missa sobre el Credo, a Màlaga anomenada Imperial,
- Lletanies,
- Coplas del Rosario,
- Cánticos de la Virgen,
- Diverses Misses,
- una Avemaria, per a solo, violoncel i piano, executada a París,
- algunes Cantates, una d'elles executada amb molt d'èxit en el Teatre Reial de Madrid (1881) pel centenari de

Calderón de la Barca.
- Estudi en si bemoll, per a piano.
- Barcarola, per a piano,
- Rapsòdia andaluza, per a piano, arranjada més tard per a sextet (editada a Alemanya)
- El pescador (amb versos d'Espronceda), etc.,.

A Madrid es publicaren la majoria de les seves composicions per a piano. A més, publicà, una notable col·lecció de cants espanyols, que porta per títol Cantos españoles; colección de aires nacionales y populares, formada é ilustrada con notas explicativas y biograficas, de la qual se'n feu una traducció alemanya, editada a Leipzig.